# Prodiaphania testacea
Prodiaphania testacea là một loài ruồi trong họ Tachinidae.